# Rochelle Stevens
Rochelle Stevens (Memphis, 8 de setembro de 1966) é uma ex-velocista norte-americana campeã olímpica e mundial de atletismo.
Atleta dos 400 m rasos, suas grandes conquistas se deram no revezamento 4x400 m. No Mundial de Tóquio 1991, Rochelle conquistou uma medalha de prata no 4x400 m, a mesma que ganharia no ano seguinte em Barcelona 1992. Em Gotemburgo 1995 ela se tornou campeã mundial no revezamento, junto com Kim Graham, Jearl Miles Clark e Camara Jones. Em Atlanta 1996, sua segunda participação em Olimpíadas, foi campeã olímpica junto com Graham, Miles e Maicel Malone.
Em 1999 ela fundou o Rochelle's Health and Wellness Spa, onde ajuda seus clientes a perderem peso e a levar um vida mais saudável. O Conselho da Cidade de Memphis, sua cidade natal, renomeou uma das ruas da cidade batizando-a de Olympian Rochelle Stevens Avenue em sua homenagem.